# میلنا کانونرو
میلنا کانونرو (انگلیسی: Milena Canonero؛ زادهٔ ۱۹۴۶) یک طراح صحنه و لباس اهل ایتالیا است. وی ۴ مرتبه برنده جایزه اسکار بهترین طراحی لباس شده است.
از فیلم‌ها یا برنامه‌های تلویزیونی که وی در آن نقش داشته‌است می‌توان به استنلی کوبریک: یک زندگی در تصاویر اشاره کرد.

## جوایز
| سال  | جایزه       | رده               | فیلم                    |
| ---- | ----------- | ----------------- | ----------------------- |
| ۱۹۷۶ | جایزه اسکار | بهترین طراحی لباس | بری لیندون (۱۹۷۵)       |
| ۱۹۸۲ | جایزه اسکار | بهترین طراحی لباس | ارابه‌های آتش (۱۹۸۱)     |
| ۱۹۸۲ | جایزه بفتا  | بهترین طراحی لباس | Chariots of Fire (۱۹۸۱) |
| ۱۹۸۶ | جایزه بفتا  | بهترین طراحی لباس | انجمن پنبه (۱۹۸۴)       |
| ۲۰۰۷ | جایزه اسکار | بهترین طراحی لباس | Marie Antoinette (۲۰۰۶) |
| ۲۰۱۵ | جایزه اسکار | بهترین طراحی لباس | هتل بزرگ بوداپست (۲۰۱۴) |